# Liste der Naturdenkmale in Geislingen (bei Balingen)
| Naturdenkmale | Anzahl |
| ------------- | ------ |
| FND           | 0      |
| END           | 10     |
| Gesamt        | 10     |

Die Liste der Naturdenkmale in Geislingen nennt die verordneten Naturdenkmale (ND) der im baden-württembergischen Zollernalbkreis liegenden Stadt Geislingen. In Geislingen gibt es insgesamt zehn als Naturdenkmal geschützte Objekte, keines ist ein flächenhaftes Naturdenkmal (FND), alle sind Einzelgebilde-Naturdenkmale (END).
Stand: 29. Juli 2024.

## Einzelgebilde (END)
| Name                                 | Bild | Kennung     | Einzelheiten                                           | Position | Fläche Hektar | Datum         |
| ------------------------------------ | ---- | ----------- | ------------------------------------------------------ | -------- | ------------- | ------------- |
| Birnbaum bei der Schule              | BW   | 84170220262 | Geislingen Nicht mehr in der LUBW-Datenbank vorhanden. | ⊙        | 0,0           | 28. Apr. 1995 |
| 1 Eiche im Kohlgraben                | BW   | 84170220086 | Geislingen                                             | ⊙        | 0,0           | 18. Feb. 1938 |
| 1 Eiche                              | BW   | 84170220257 | Geislingen                                             | ⊙        | 0,0           | 28. Apr. 1995 |
| 1 Linde und 1 Robinie im Schlosspark |      | 84170220214 | Geislingen                                             | ⊙        | 0,0           | 28. Apr. 1995 |
| 1 Sommerlinde an der Kirche          |      | 84170220305 | Geislingen, Erlaheim                                   | ⊙        | 0,0           | 15. Feb. 2000 |
| 2 Bergahorn am Hardwasenkreuz        | BW   | 84170220261 | Geislingen                                             | ⊙        | 0,0           | 28. Apr. 1995 |
| 2 Kastanien bei 3 Kreuzen            | BW   | 84170220259 | Geislingen                                             | ⊙        | 0,0           | 28. Apr. 1995 |
| 2 Linden im Schlosspark              |      | 84170220087 | Geislingen                                             | ⊙        | 0,0           | 29. Dez. 1951 |
| 4 Eichen bei der Josefskapelle       |      | 84170220258 | Geislingen                                             | ⊙        | 0,0           | 28. Apr. 1995 |
| 6 Kastanien am Herrgottshäusle       |      | 84170220260 | Geislingen                                             | ⊙        | 0,0           | 28. Apr. 1995 |
| Legende für Naturdenkmal             |      |             |                                                        |          |               |               |